# La Chapelle-d'Abondance
La Chapelle-d'Abondance is een gemeente in het Franse departement Haute-Savoie (regio Auvergne-Rhône-Alpes). De plaats maakt deel uit van het arrondissement Thonon-les-Bains. La Chapelle-d'Abondance telde op 1 januari 2022 873 inwoners.

## Geografie
De oppervlakte van La Chapelle-d'Abondance bedroeg op 1 januari 2022 37,85 vierkante kilometer; de bevolkingsdichtheid was toen 23,1 inwoners per km².

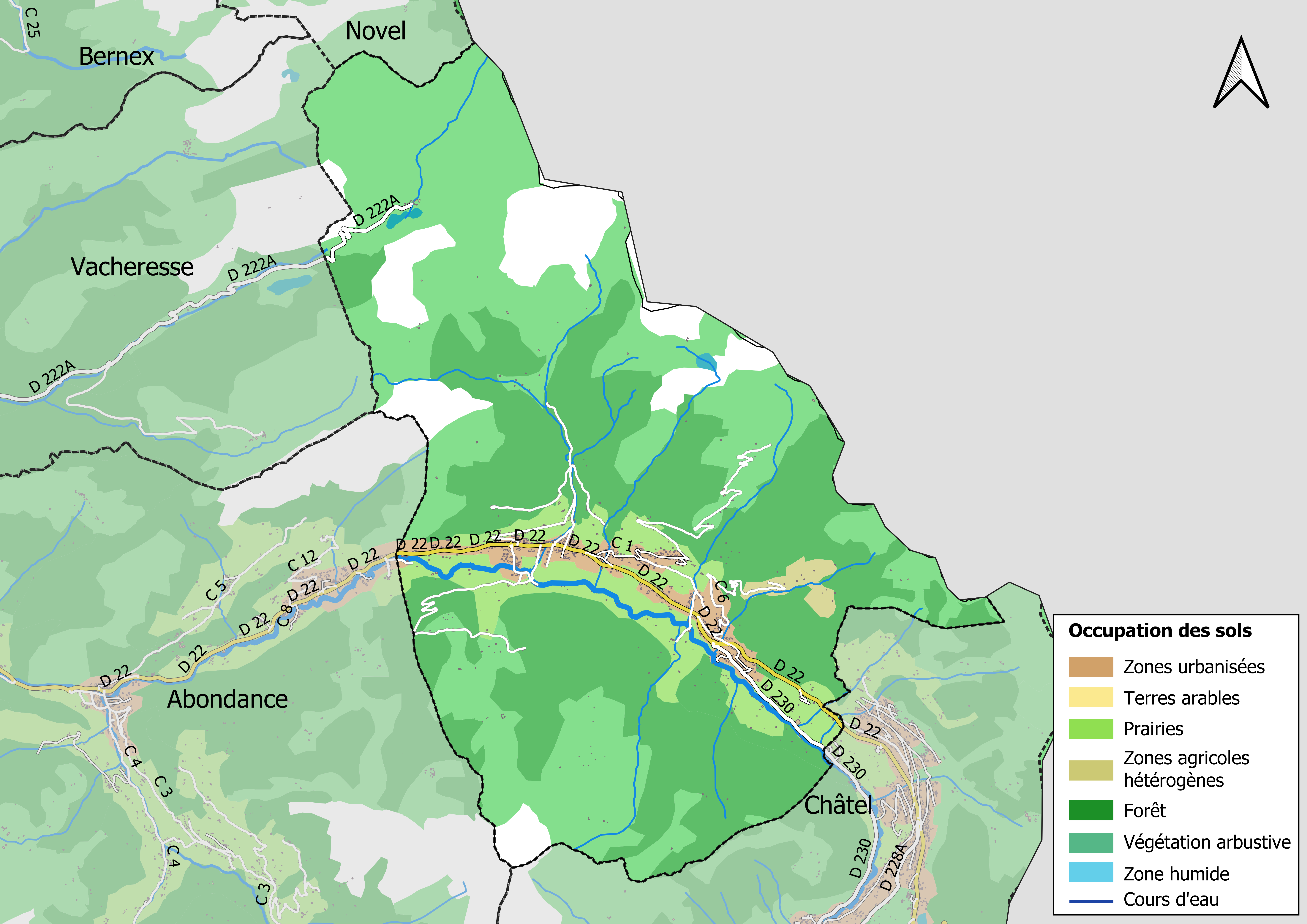
Kaart van de gemeente met de belangrijkste infrastructuur, bodemgebruik en omliggende gemeenten

## Demografie
Onderstaande figuur toont het verloop van het inwonertal (bron: INSEE-tellingen).